# هيرمان روشلينج
هيرمان روشلينج (12 نوفمبر 1872 - 24 أغسطس 1955) شركة ألمانية لصناعة الفولاذ في سار (ألمانيا) ولورين (فرنسا) في القرن العشرين. كان صاحب عمل أبوي ومحبوب للغاية، يهتم بصحة ورفاهية عماله. بعد الحرب العالمية الأولى (1914-1918)، اتُهم بارتكاب جريمة حرب متمثلة في تدمير المصانع الفرنسية. على الرغم من أنه تمت تبرئته، إلا أن ممتلكاته الفرنسية لم تُعاد، وأصبح معاديًا لفرنسا. لقد كان قوميًا ألمانيًا ومعادًا للسامية بشدة. بعد انضمام أدولف هتلر أصبح عضوا مؤثرا في الحزب النازي. خلال الحرب العالمية الثانية (1939-1945)، كان مسؤولاً عن تنسيق صناعة الحديد والصلب في لورين المحتلة، ثم في ألمانيا بأكملها والأراضي المحتلة. لقد استخدم أسرى الحرب للعمل القسري في مصانع الصلب. بعد الحرب، حوكم وأدين بسبب انتهاكات حقوق الإنسان، رغم أنه كرجل عجوز أطلق سراحه قبل أن يقضي فترة حكمه كاملة.

## ما بعد الحرب العالمية الثانية (1945-1955)
بعد الحرب العالمية الثانية، تم استجواب روشلينج خلال محاكمات نورمبرغ في يونيو 1945.  وفي نوفمبر 1946، تم اعتقاله من قبل الحلفاء، وفي مايو 1947 تم نقله إلى فرنسا. بدأت محاكمته في المحكمة العسكرية الدولية في راستات في 16 فبراير 1948 بتهمة ارتكاب جرائم ضد الإنسانية.  في نفس المحاكمة، حوكم ابن عمه إرنست روشلينغ، وصهره هانز لوثار جيممنغن هورنبرغ وشريكان له.  بين أشياء أخرى، اتُهم هيرمان روشلينج بحث هتلر على غزو البلقان لتلائم مؤسسات البلقان. ذكرت لائحة الاتهام أنه «إذا كان» مدراء الشركات الألمانية «... يطالبون بأن يربطوا أنفسهم بهتلر فقط من أجل معارضة الشيوعية أو» الديمقراطية الاجتماعية «، فلا يوجد شك في أن السبب العميق لموقفهم يمكن السعي في رغبتهم، قبل وقت طويل من مجيء الاشتراكية الوطنية، لتوسيع نطاق تعهداتهم وراء حدود الرايخ.» 

## المنشورات
- Hermann Röchling (1928)، Die Zukunft des Saarbergbaues hängt von der Verbesserung der Frachtlage ab، Völkingen: Gebr. Hofer A.-G.
- Hermann Röchling (1932)، Der Rückkauf der Saarkohlengruben، Köln: Rhein-Saar-Pressedienst
- Hermann Röchling (1934)، Wir halten die Saar!، Berlin: Volk u. Reich Verl.
- Hermann Röchling (1955)، Ein Unternehmer an der Saar، Köln: Dt. Industrieverl.-Ges.

1. ↑  Mahony 1945.
2. ↑  Röchling Hermann – Saarländische Biografien.
3. ↑  Long 2015.
4. ↑  Baars 2013.